# Ivyanets
Ivyanets, também conhecida como Ivianec, é uma cidade no distrito de Valozhyn, na região de Minsk, na Bielorrússia. Está localizado a 56 quilômetros a oeste de Minsk e possui uma população de 4.206 habitantes. Ivyanets é mais conhecido como o berço de Felix Dzerzhinsky.